# Rudi Drent
Rudolf Herman (Rudi) Drent (Los Angeles, 24 april 1937 – Groningen, 9 september 2008) was een vooraanstaand Nederlands ecoloog en ornitholoog.

## Biografie
Drent werd geboren als zoon van een Groningse vader, werkzaam bij de Nederlandse koopvaardij, en een Duitse moeder. Het grootste deel van zijn jeugd bracht hij door in Californië. Hij studeerde van 1954 tot 1961 biologie aan de University of British Columbia in Vancouver, Canada. In 1962 kwam hij naar Nederland om te promoveren op het broedgedrag van zilvermeeuwen.

Tijdens veldwerk op Schiermonnikoog leerde hij zijn vrouw Nel kennen. In 1967, na zijn promotie, keerde hij (en Nel) enkele jaren naar Vancouver terug. Daar werd hun zoon Jan geboren. In 1972 keerde de familie terug naar Nederland. Hun tweede zoon Hugo werd in Nederland geboren.

## Wetenschappelijke loopbaan
Drent werd benoemd tot lector in de dierkunde aan de Rijksuniversiteit Groningen. In 1980 werd hij daar gewoon hoogleraar. Hij heeft gedurende 30 jaar dierecologisch onderzoek gedaan. In 2002 ging hij met emeritaat. Dat leidde nauwelijks tot een vermindering van zijn wetenschappelijke activiteit, die zich de laatste jaren vooral richtte op brandganzen.
Volgens zijn opvolger Theunis Piersma was hij meer dan een kwart eeuw gezichtsbepalend voor de Nederlandse ornithologie. Hij was voorzitter van de Nederlandse Ornithologische Unie (NOU). Hij was de eerste directeur van CEES, het Centre for Ecological and Evolutionary Studies in Groningen.
Hij heeft in totaal 65 promovendi begeleid, onder wie Theunis Piersma.
Gedurende de laatste jaren van zijn leven deed Drent vooral veldonderzoek op de Noord-Russische toendra, in de Petsjora Delta.

## Publicaties
Prof. Drent publiceerde meer dan honderd artikelen
Zijn belangrijkste publicatie was ongetwijfeld:
- 1980: Drent, R.H & S. Daan - The prudent parent: energetic adjustments in avian breeding. In: Ardea (Tijdschrift van de NOU), jaargang 68: p. 225–252.

Hierin wordt beschreven “hoe de energetische kosten en baten van het verzamelen van voedsel bepalen hoeveel zorg dieren kunnen investeren in hun nakomelingen. De ideeën vormden de grondslag voor de huidige manier van denken in de gedragsecologie. Met meer dan 1000 citaties behoort het tot een van de meest geciteerde artikelen in de ecologie”
Zijn meest recente publicatie:
- 2008: Trierweiler, Christiane, Rudi H. Drent, Jan Komdeur, Klaus-Michael Exco, Franz Bairlein & Ben J. Koks – De jaarcyclus van de Grauwe Kiekendief: een leven gedreven door woelmuizen en sprinkhanen. In: Limosa, 81e jaargang nr. 3 (2008), p. 107-115

Hierin wordt beschreven hoe individuele grauwe kiekendieven met behulp van telemetrie gevolgd worden als ze van het broedgebied in Europa naar West-Afrika vliegen, welk voedsel ze verzamelen etc.
Enkele andere publicaties:
- Romke K.H. Kats, Rudi H. Drent, Bruno J. Ens, Piet Duiven, Cees Swennen & Jaap Van der Meer - Rise and fall of the nesting population of the Common Eider Somateria mollissima in the Netherlands since 1906: a demographic reconstruction distinguishing between catastrophic mortality events and non-breeding. In: R. K. H. Kats - Common Eiders Somateria mollissima in the Netherlands: The rise and fall of breeding and wintering populations in relation to the stocks of shellfish. (Nederlandse titel: Fluctuaties van broedende en overwinterende populaties Eidereenden in Nederland in relatie tot schelpdieren). Proefschrift. Groningen 2007. ISBN 9789036730051 (electronic version: ISBN 9789036730068)
- Maarten J. J. E. Loonen, Leo W. Bruinzeel, Jeff M. Black and Rudi H. Drent - The benefit of large broods in barnacle geese: a study using natural and experimental manipulations. In: Journal of Animal Ecology, vol 68, issue 4 (1999), p. 753 – 768[5]

## Voetnoten
1. 1 2  Piersma 2008, p. 120
2. ↑  Rudi Drent-leerstoel voor prof. dr. Theunis Piersma (2018). Rijksuniversiteit Groningen (28 september 2018). Geraadpleegd op 11 november 2024.
3. ↑  ssf.npolar.no - in memoriam
4. ↑  
Het gehele artikel (in het Engels) is gratis te downloaden via de website van Ardea – zoek: 1980
5. ↑  
samenvatting[dode link] (in het Engels). De volledige Engelse tekst hier

- Bibliothèque nationale de France: cb135925125 (data)
- International Standard Name Identifier: 0000 0001 1655 5471
- Library of Congress Control Number: n94038622
- Nationale Bibliotheek van Tsjechië: mzk2013785229
- Nationale Bibliotheek van Israël: 987007436764505171
- Nederlandse Thesaurus van Auteursnamen: 068078900
- Système universitaire de documentation: 114178682
- Virtual International Authority File: 61716176
- WorldCat: E39PBJwXbGwDyVBFdcWBVTKfMP